# Rudolf Ludwig Mössbauer
Rudolf Ludwig Mössbauer, nemški fizik, * 31. januar 1929, München, Nemčija, † 14. september 2011, Grünwald.
Mössbauer je leta 1961 (skupaj z Robertom Hofstadterjem iz ZDA) prejel Nobelovo nagrado za fiziko »za raziskave resonančne absorpcije žarkov gama in odkritje Mössbauerjevega pojava.«